# 튀르키스탄-시베리아 철도

노선도

튀르키스탄-시베리아 철도(우즈베크어: Turkiston-Sibir temir yoʻli, 카자흐어: Түркістан - Сібір темір жолы, 러시아어: Туркеста́но-Сиби́рская магистра́ль), 약칭 튀르크시브(카자흐어: Түрксіб [tʏɾkˈsɪb], 러시아어: Турксиб)는 중앙아시아와 시베리아를 연결하는 1520 mm 광궤 철도 노선이다. 우즈베키스탄 타슈켄트 북쪽의 아리스에서 타슈켄트 철도에서 분기해서, 북동쪽으로 뻗어서 카자흐스탄 심켄트, 타라즈, 키르기스스탄 비슈케크, 다시 카자흐스탄 알마티를 거쳐 북쪽으로 틀어 세메이에서 러시아 국경을 넘는다. 이후 바르나울을 거쳐 노보시비르스크에서 서시베리아 철도와 합류한다.